# Jacques Geninasca
Jacques Geninasca, né le 2 septembre 1930 à Fribourg et mort le 22 mai 2010 à Neuchâtel, est un linguiste sémioticien suisse. Il est connu pour ses études sur Gérard de Nerval.

## Biographie
Jacques Geninasca étudie la littérature à l'Université de Neuchâtel et y défend sa thèse de doctorat intitulée : Analyse structurale des Chimères de Nerval qui lui vaut une renommée internationale dans le monde de la sémiotique littéraire. Il enseigne d'abord au gymnase de Neuchâtel (1953–1970), puis à l'Université de Zurich : professeur extraordinaire en 1976, ordinaire en 1979, il enseigne jusqu'en 1995, puis acquiert le titre de professeur émérite. De 1970 à 1995, il enseigne au Séminaire romand de l'université de Zurich (de). 
Jacques Geninasca est cofondateur en 1969 de l'Association internationale de sémiotique (avec Algirdas Julien Greimas, Lévi-Strauss, Roman Jakobson, Émile Benveniste et Julia Kristeva) et, en 1981, de l'Association suisse de sémiotique. Une profonde amitié le lie à Algirdas Julien Greimas comme en témoigne leur correspondance échangée pendant plus de vingt ans. Son ouvrage, La Parole littéraire (1997), constitue une référence pour l'étude de la sémiotique littéraire. Jacques Geninasca est aussi l'auteur d'études scientifiques entre autres sur Stendhal, Baudelaire, Rimbaud, Pierre Reverdy, Saint-John Perse et René Char. Enseignant passionné, Jacques Geninasca est un maître à penser pour beaucoup de ses élèves.  
Parallèlement à ses activités académiques, Jacques Geninasca s'adonne à la peinture. Il laisse une œuvre picturale importante.

## Quelques publications
- Les Chimères de Nerval : discours critique et discours poétique, Paris : Larousse, 1973.
- Signes et paraboles : sémiotique et texte évangélique, Paris : Éd. du Seuil, 1977.
- Du bon usage de la poêle et du tamis, Paris : Groupe de recherches sémio-linguistiques, 1979.
- Le regard esthétique, Paris : Groupe de recherches sémio-linguistiques, 1984.
- Analyse structurale des "Chimères" de Nerval, Neuchâtel : Éd. la Baconnière, 1986.
- Pour une sémiotique littéraire, Paris : Groupe de recherches sémio-linguistiques, 1987.
- La parole littéraire, Paris : Presses universitaires de France, 1997.